# Cicer
Cicer és un gènere de plantes angiospermes que pertany a la subfamília faboideae dins de la família de les fabàcies. És l'únic gènere de la tribu monotípica Cicereae La seua distribució s'estén per tot l'Orient Mitjà i Àsia. El membre més conegut i només l'únic domesticat és Cicer arietinum, l'espècie coneguda com a cigró, ciurons, chícharo i chana dal.